# Kościół Świętego Andrzeja w Kwintsheul
Kościół Świętego Andrzeja w Kwintsheul – znajduje się w miejscowości Kwintsheul, w gminie Westland w Holandii.

## Kościół pomocniczy

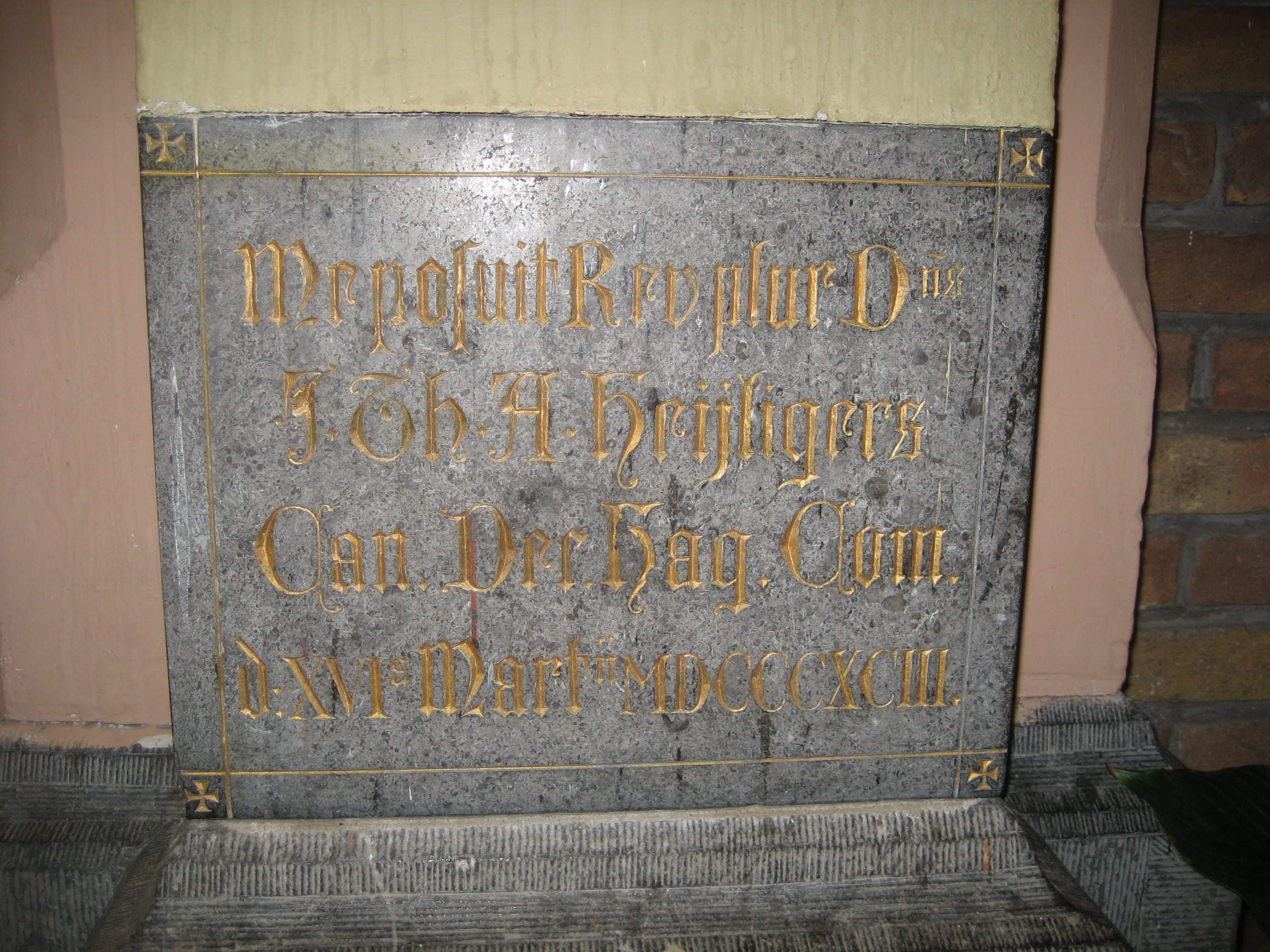
Pierwszy kamień (1893)

Pierwotnie katoliccy mieszkańcy Kwintsheul chodzili do kościoła w pobliskim Wateringen, aż do 1870. Później wybudowano pierwszy kościół pomocniczy w samym Kwintshelu. Ten padł pod zarządem kościoła w Wateringen. Kościół został poświęcony imieniem świętego Andrzeja, imię świętego ówczesnego pastora w Wateringen, Andreasa van Lottoma. W 1872 przy kościele zbudowano wieżę z głośnym dzwonem, ponieważ był to kościół pomocniczy, nie wybudowano prezbiterium. Pastor przybył z Wateringen.

## Nowy kościół
W 1890 kościół pomocniczy w Kwintsheul został przeniesiony do niezależnej parafii przez biskupa Haarlem. Nowo mianowany pastor i jego administracja kościelna otrzymały nowy kościół, wybudowany z plebanią na miejscu starego kościoła pomocniczego. Kościół został oddany do użytku 1 października 1893. Trójnawowy kościół został zaprojektowany przez architekta J. H. Tonnaera z Delftu. Wieża wyposażona jest w dwa głośne dzwony z lat 1871 i 1955. W 1900 pewna hojna para przekazała, z okazji ich złotego wesela, organy do kościoła, które zostały wykonane przez słynnego organowego,  budowniczego P. J. Adema. W 1951 budynek kościoła powiększył Nicolaas Molenaar junior. Stary chór kościelny został całkowicie przebudowany z dwoma transeptami po obu stronach, co pozwoliło na utworzenie trzystu miejsc. Organy Adema zostały całkowicie odrestaurowane i zmodernizowane w 1952. W 2004 nastąpiła kolejna odnowa.
W 2003 parafia Kwintsheul została połączona z dwiema innymi parafiami w Wateringen.